# Sphaerosporoceros
Sphaerosporoceros là một chi rêu trong họ Anthocerotaceae.